# Dominique Daquin
Dominique Daquin (ur. 10 listopada 1972 w Le Robert) – francuski siatkarz, grający na pozycji środkowego. Były reprezentant kraju. W drużynie narodowej w latach 1994–2006 rozegrał 267 spotkań.

## Osiągnięcia

### Osiągnięcia klubowe
- 1994 – mistrzostwo Francji
- 1995 – mistrzostwo Francji i Puchar Francji
- 1996 – finalista Pucharu Francji
- 1998 – Puchar Francji
- 1999 – mistrzostwo Francji
- 2000 – wicemistrzostwo Francji
- 2005 – Puchar Rosji
- 2008 – finalista Pucharu Francji

### Osiągnięcia reprezentacyjne
- 1997 – 4. miejsce na Mistrzostwach Europy w Holandii
- 1999 – 6. miejsce na Mistrzostwach Europy w Austrii
- 2001 – 7. miejsce na Mistrzostwach Europy w Czechach
- 2001 – 5. miejsce w Lidze Światowej
- 2002 – 3. miejsce na Mistrzostwach Świata w Argentynie
- 2003 – 2. miejsce na Mistrzostwach Europy w Niemczech
- 2003 – 5. miejsce w Pucharze Świata
- 2004 – 9.–10. miejsce na Igrzyskach Olimpijskich w Grecji
- 2004 – 5. miejsce w Lidze Światowej
- 2005 – 7. miejsce na Mistrzostwach Europy we Włoszech

### Osiągnięcia indywidualne
- 2001 – najlepiej blokujący na Mistrzostwach Europy w Czechach